# Camponotus nirvanae
Camponotus nirvanae é uma espécie de inseto do gênero Camponotus, pertencente à família Formicidae.